# Silvio Denz

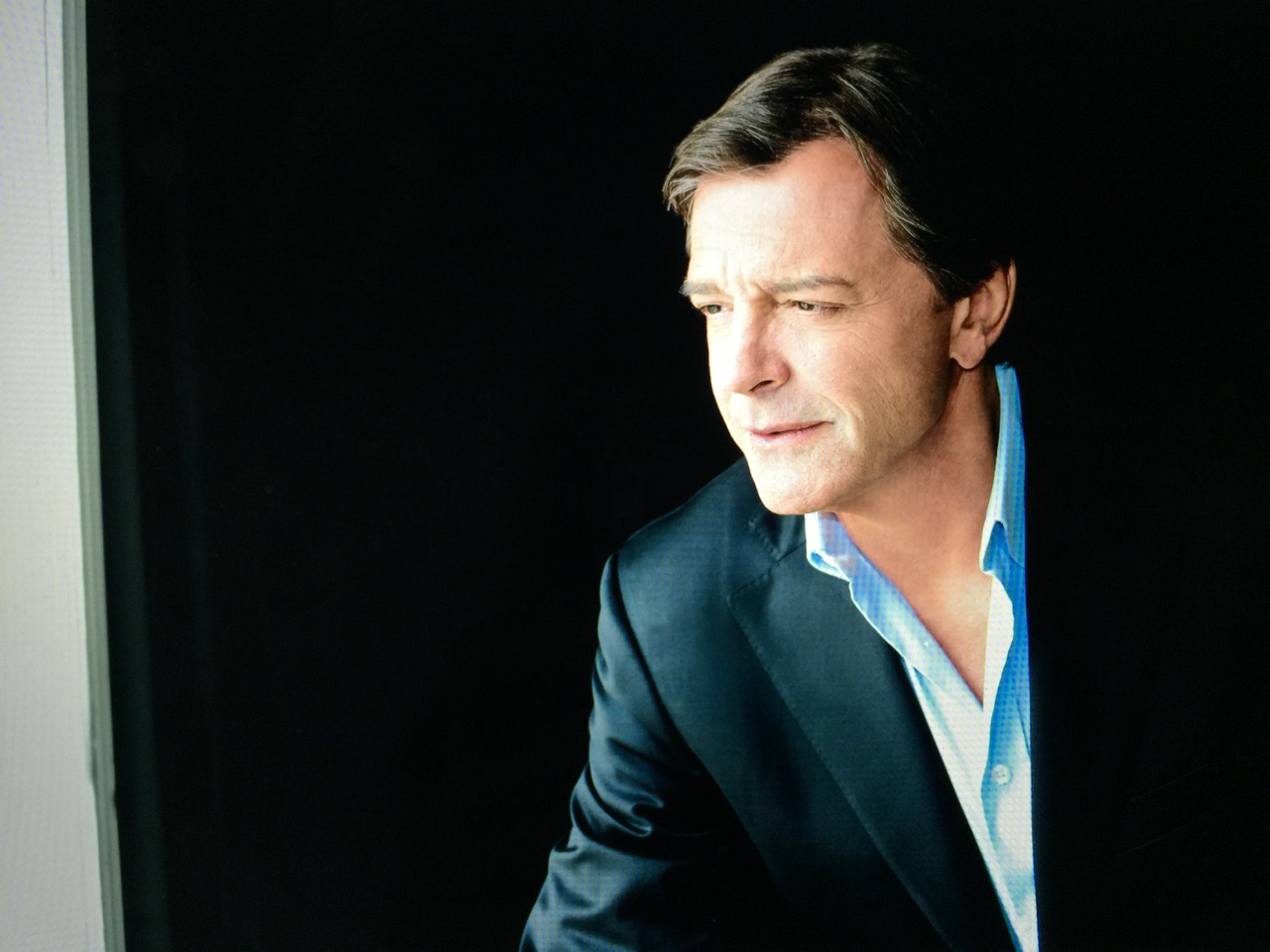
Silvio Werner Denz

Silvio Werner Denz, né le 14 septembre 1956 à Bâle (Suisse), est un entrepreneur, collectionneur de grands crus et d’objets d’art. Il vit en Suisse et a un fils né en 1988. Sous son impulsion, l’entreprise familiale Alrodo se développe et devient rapidement la plus grande chaîne de parfumeries en Suisse, s’octroyant 18 % du marché. Après la vente d’Alrodo à Marionnaud en 2000, Silvio Denz, grand collectionneur de flacons de parfums Lalique, rachète la cristallerie Lalique en 2008 au groupe Pochet et la sauve ainsi de la délocalisation. L'art de vivre de la Maison Lalique se retrouve à travers une large gamme de créations: objets décoratifs, pièces d'architecture intérieure, bijoux, parfums, œuvres d'art et hôtellerie-restaurant. La marque est aujourd’hui représentée dans plus de 700 points de vente dans le monde. Silvio Denz diversifie son activité dans le négoce du vin, fait l’acquisition de châteaux en France et de domaines viticoles dans le sud de l’Europe. Silvio Denz fait partie du "WHO IS WHO" 2018 des magazines suisses BILANZ et PME magazine, qui regroupe les 100 personnalités les plus influentes de l'économie suisse.

## Vie et carrière

### Alrodo
En 1984, Silvio Denz reprend la direction de l’entreprise familiale Alrodo AG. En 20 ans, il réussit à transformer Alrodo en l’une des plus grandes chaînes de parfum de Suisse avec 120 filiales à son actif. Il vend la société en 2000 à Marionnaud. Dans la foulée, Silvio Denz décide d’élargir son champ d’action à la production et à la distribution de parfums et fonde la société Lalique Group (ex-Art & Fragrance), qui au fil des années développe son portefeuille de marques et de licences : Lalique, Jaguar, Parfums Grès, Parfums Samouraï Alain Delon, Bentley, Ultrasun et récemment Brioni. La société est cotée en bourse dès 2007 à la Bourse de Berne, et depuis juin 2018, à la SIX Swiss Exchange. Grâce à l’acquisition, le 28 mars 2019, de 50 % de The Glenturret, la plus ancienne distillerie écossaise de whisky single malt encore en activité, Lalique Group a élargi son offre sur le marché des produits de luxe. À l'été 2021, la distillerie a ouvert le Restaurant The Glenturret Lalique, nouvelle expérience gastronomique dirigée par le chef Mark Donald, qui a obtenu une étoile au Guide Michelin en février 2022, seulement 7 mois après son ouverture. En juillet 2022, Silvio Denz et l’entrepreneur Peter Spuhler ont acquis l’hôtel Florhof à Zurich. Après une rénovation minutieuse dans le style Lalique, la maison historique rouvrira ses portes en 2024 sous le nom de « Villa Florhof ».

### Lalique
Collectionneur de flacons de parfums anciens créés par René Lalique, Silvio Denz possède la collection privée la plus importante au monde,, de ces flacons, avec plus de 650 pièces originales. En 2008, il rachète la prestigieuse cristallerie française Lalique. Restructurée en profondeur, la société renoue dès lors avec les bénéfices. À l’image de la démarche artistique éclectique de René Lalique, Silvio Denz réoriente Lalique vers le lifestyle et s’applique à l’inscrire dans un univers qui s’articule autour de six piliers : art, objets décoratifs, architecture d’intérieur, bijoux, parfums et hôtels/restaurants . Des projets de co-branding sont développés entre Lalique et d’autres marques actives dans le domaine du luxe (Bentley, The Macallan, Steinway & Sons, etc). Des collaborations sont également nouées avec des artistes de renom (Zaha Hadid, Jean-Michel Jarre, Damien Hirst, etc) et donnent naissance à des collections exclusives. En 2011, après deux ans de travaux, le musée Lalique ouvre ses portes à Wingen-sur-Moder ; il présente plus de 650 œuvres créées par René Lalique et ses successeurs, de la joaillerie au cristal, en passant par le verre. Il décide d’offrir une nouvelle vie à la villa historique de René Lalique, à Wingen-sur-Moder (Alsace) avec un projet de grande envergure : en faire un hôtel-restaurant de très haut standing, aujourd'hui « Relais & Châteaux » et hôtel cinq étoiles. Il s’adjoint les compétences de l’architecte suisse Mario Botta pour la rénovation de ce lieu chargé d’histoire, et fait appel aux designers Lady Green et Pietro Mingarelli pour la décoration intérieure. Les suites évoquent le génie de René Lalique et portent le nom de certaines de ses créations emblématiques. L’une d’entre elles, « Hirondelles », était à l’époque la chambre de l’artiste. Le restaurant, deux étoiles au Guide Michelin, est dirigé par le chef Paul Stradner. Le chef sommelier de l'établissement, Romain Iltis, est sacré en 2015 Meilleur Ouvrier de France (MOF) dans la catégorie sommellerie. À la Villa René Lalique, il gère une cave de 20 000 bouteilles.

### Commerce du vin
Silvio Denz conjugue ses passions au pluriel. Celle qu’il nourrit pour le vin le conduit dès le début des années 1980 à collectionner des grands crus. Sa collection, riche de plus de 35 000 bouteilles, est considérée comme l’une des 10 plus importantes au monde. Il est également propriétaire de Château Lafaurie-Peyraguey, le premier Grand Cru Classé de Sauternes, et de deux crus classés de Saint-Emilion, Faugères et le Château Péby Faugères. En 2018 a eu lieu l’inauguration d'un hôtel-restaurant Lalique au Château Lafaurie-Peyraguey, membre Relais & Châteaux et hôtel cinq étoiles. En 2019, six mois après son ouverture, le Restaurant Lalique et son chef Jérôme Schilling se voient décerner une première étoile au Guide Michelin, et l'établissement obtient une deuxième étoile en mars 2022.   
La cuvée 2005 de Château Péby Faugères a reçu la note de 100/100 par le prestigieux guide Parker,. Cet amateur de vin passionné est aussi associé au domaine Montepeloso en Italie (achat en 2007 avec Fabio Chiarelotto) et au Clos d’Agon en Catalogne (Espagne). En 2020, Silvio Denz a vendu sa participation dans Clos d’Agon.  
En décembre 2015, il figure au classement dressé par le quotidien français Les Echos qui distingue les 50 personnalités les plus influentes dans l’industrie du vin. La Revue du Vin de France le classe également parmi les 200 personnalités incontournables qui font prospérer le vin français dans l’Hexagone et au-delà. À nouveau en 2018, la Revue du Vin de France compte Silvio Denz parmi les 200 personnalités du vin ; et le magazine suisse Vinum le classe parmi les 25 plus importantes personnalités du vin de l'année 2022. 
Le 17 septembre 2017, Silvio Denz a été intronisé Jurat de Saint-Émilion. La Jurade de Saint-Émilion compte aujourd’hui 127 Jurats et plus de 3 000 ambassadeurs des vins de Saint-Émilion à travers le monde. Denz a reçu en octobre 2017 un Prix Spécial décerné par Fond’Action Alsace pour son engagement dans la région Alsace, et le prix du Guillon d’Or par la Confrérie du Guillon, confrérie des vins vaudois fondée en 1954, pour saluer sa passion et ses actions dans le monde du vin.  

## Distinctions et appartenances
- L’intronisation au grade d’Officier d’Honneur de l’Ordre des Coteaux de Champagne (7 octobre 2022)[34]
- Commandeur de la Commanderie du Bontemps de Médoc, des Graves, de Sauternes et de Barsac (Intronisé le 16 mai 2019)
- Membre du conseil d'administration de Lindt & Sprüngli (2018)[35]
- Classement exclusif "Les 200 personnalités du vin", La Revue du vin de France (2018)[36]
- Membre de la Chaîne des Rôtisseurs, Alsace (2018)[37]
- Jurat de Saint-Émilion, La Jurade de Saint-Émilion (17 septembre 2017) [31]
- Prix spécial du jury, Fond’Action Alsace (2017) [32]
- Prix du Guillon d’Or, Confrérie du Guillon (2017) [33]
- Membre de Keepers of the Quaich, Écosse (2015) [38]
- Confrère d'Honneur, Confrérie Saint-Étienne d'Alsace (2017)[39]
- Membre du Club Prosper Montagné (2016) [40]